# Pokémon Evolutions
Pokémon Evolutions (ポケモンエボリューションズ, Pokémon Eboryūshonzu) là một loạt series phim hoạt hình nguyên bản năm 2021 của Nhật Bản được phát hành trên nền tảng YouTube và Pokémon TV bởi The Pokémon Company.
Pokémon Evolutions được tạo ra nhân ngày kỉ niệm 25 của Series Pokémon gồm có 8 tập . Đồng thời các nơi trong từng tập phim đều được lấy cảm hứng từ 8 khu vực khác nhau trong thế giới Pokemon. Bộ phim được công chiếu lần đầu tiên vào ngày 2 tháng 9 năm 2021. Phim được sản xuất bởi Andy Gose,Taito Okiura, kịch bản được viết bởi Benjamin Townsend và đạo diễn của bộ phim này là Daiki tomiyasu.